# Чэнь Ибин
Чэнь Ибин (кит. упр. 陈一冰, пиньинь Chén Yībīng, род. 19 декабря 1984) — китайский гимнаст, завоевавший 12 медалей, из которых 11 золотые, за спортивную карьеру на олимпийских играх  чемпионатах мира. Трёхкратный олимпийский чемпион и серебряный призёр олимпийских игр, восьмикратный чемпион мира (по четыре золотые медали в упражнении на кольцах и в командном многоборье).
Ассоциированный профессор Пекинского педагогического университета.
Чэнь Ибин родился в 1984 году в Тяньцзине. В его семье любили спорт: его дед Чэнь Го в молодости занимался лёгкой атлетикой и настольным теннисом, а отец был даже чемпионом Тяньцзиня. Маленького Чэнь Ибина уже в пятилетнем возрасте отдали в спортивную школу. В 16 лет он вошёл в состав национальной сборной, и стал принимать участие в чемпионатах мира. За своё мастерство в выступлении на кольцах он получил прозвище «Князь колец» (кит. 吊環王子).

## Список достижений
- 2005 год — золотая медаль за выступление на кольцах на Универсиаде, 7-е место в личном первенстве по гимнастике на 10-й Спартакиаде народов КНР
- 2006 год — золотые медали в личном первенстве по гимнастике и за выступление на кольцах на Кубке КНР по спортивной гимнастике, золотые медали в командном первенстве, личном первенстве и за выступление на кольцах на Кубке Азии по спортивной гимнастике, золотые медали в командном первенстве, выступлении на кольцах и 4-е место в личном первенстве на Чемпионате мира по гимнастике, золотые медали в командном первенстве, выступлении на кольцах и 4-е место в личном первенстве на Азиатских играх
- 2007 год — золотые медали в командном первенстве и выступлении на кольцах на Чемпионате мира по гимнастике
- 2008 год — золотые медали в командном первенстве и выступлении на кольцах на Олимпийских играх
- 2009 год — бронзовая медаль в выступлении на кольцах на 11-й Спартакиаде народов КНР
- 2010 год — золотые медали в командном первенстве и выступлении на кольцах на Чемпионате мира по гимнастике
- 2011 год — золотые медали в командном первенстве и выступлении на кольцах на Чемпионате мира по гимнастике
- 2012 год — золотая медаль в командном первенстве и серебряная медаль за выступлении на кольцах на Олимпийских играх